# ريتشارد كينغ (لاعب كريكت)
ريتشارد كينغ (3 يناير 1984 في المملكة المتحدة - ) (بالإنجليزية: Richard King)‏ هو لاعب كريكت بريطاني. لعب مع نادي مقاطعة نورثامبتونشير للكريكت ‏ ونادي مارليبون للكريكت ‏ وLoughborough MCC University ‏.